# Lucia Ocone
Lucia Ocone (Albano Laziale, 3 maggio 1974) è una comica, imitatrice e attrice italiana.

## Biografia
Frequenta dapprima il seminario di recitazione metodo Stanislavskij, tenuto da Francesca De Sapio, in seguito i corsi presso la scuola di Beatrice Bracco, infine il seminario intensivo di recitazione con Lucilla Lupaioli. 
Lucia Ocone esordisce in TV all'inizio degli anni novanta in Bulli e pupe, spin-off estivo del programma Non è la Rai di Gianni Boncompagni, raggiungendo la serata finale nella competizione relativa alla danza. Da qui ha mosso i primi passi, facendo le sue prime imitazioni comiche, animando, appena diciannovenne, personaggi come la parrucchiera "Deborah Tacchia" o la "maga Lucia" in due edizioni di Non è la Rai, tra il 1992 e il 1994.
Lo stesso Boncompagni la porterà in Rai nel programma satirico Macao, varietà del 1997. Prosegue la sua carriera artistica lavorando tra gli altri con la Gialappa's Band nei seguenti programmi: dal 2002 al 2004 in Mai dire domenica; nel 2003-2004 in Mai dire Grande Fratello e nel 2005 in Mai dire lunedì. È nel cast di Nessundorma di e con Paola Cortellesi. In teatro sono diverse le rappresentazioni in cui si cimenta: Mio Sangue, L'iradiddio e Yard Gal di Furio Andreotti; Disco Pigs di Nuccio Siano.
Recita anche per il grande schermo: è interprete in Un altr'anno e poi cresco e in Mari del sud. Su Rai 1 è nel cast delle serie TV Lo zio d'America, Le ragioni del cuore, La omicidi, Una famiglia in giallo e Il commissario Manara. Dal 28 agosto 2005 entra a far parte del cast di Quelli che il calcio, programma condotto da Simona Ventura su Rai 2. La stessa conduttrice la vuole nell'edizione 2006 del reality musicale Music Farm. Negli anni 2007, 2008 e 2009 è sempre nel cast di Quelli che il calcio, che lascia il 20 dicembre 2009 per motivi televisivi.
Nel 2011 veste i panni di una severa professoressa di greco e latino nella terza stagione della fiction I liceali. Per la radio, nel weekend autunnale dal 21 settembre 2013 conduce al fianco del cantante Luca Barbarossa e il comico-imitatore Andrea Perroni, la nuova edizione di Radio 2 Social Club. Nel 2015 e 2016 fa parte del cast di Quelli che il calcio, condotto da Nicola Savino su Rai 2 imitando diversi personaggi famosi d'attualità e creando nuovi e vecchi personaggi. Nel 2022 prende parte al film I cassamortari e nel 2024 a Ari - Cassamortari, entrambi diretti da Claudio Amendola.

## Filmografia

### Cinema
- Un altr'anno e poi cresco, regia di Federico Di Cicilia (2000)
- Mari del sud, regia di Marcello Cesena (2001)
- Mi fido di te, regia di Massimo Venier (2007)
- Generazione 1000 euro, regia di Massimo Venier (2009)
- Maschi contro femmine, regia di Fausto Brizzi (2010)
- La banda dei Babbi Natale, regia di Paolo Genovese (2010)
- Femmine contro maschi, regia di Fausto Brizzi (2011)
- Nessuno mi può giudicare, regia di Massimiliano Bruno (2011)
- Immaturi - Il viaggio, regia di Paolo Genovese (2012)
- Viva l'Italia, regia di Massimiliano Bruno (2012)
- Niente può fermarci, regia di Luigi Cecinelli (2013)
- Tutta colpa di Freud, regia di Paolo Genovese (2014)
- La buca, regia di Daniele Ciprì (2014)
- Poveri ma ricchi, regia di Fausto Brizzi (2016)
- Poveri ma ricchissimi, regia di Fausto Brizzi (2017)
- Metti la nonna in freezer, regia di Giancarlo Fontana e Giuseppe Stasi (2018)
- Uno di famiglia, regia di Alessio Maria Federici (2018)
- Se mi vuoi bene, regia di Fausto Brizzi (2019)
- Una famiglia mostruosa, regia di Volfango De Biasi (2021)
- I cassamortari, regia di Claudio Amendola (2022)
- Una boccata d'aria, regia di Alessio Lauria (2022)
- Finché notte non ci separi, regia di Riccardo Antonaroli (2024)
- Ari - Cassamortari, regia di Claudio Amendola (2024)

### Televisione
- Lo zio d'America – serie TV (2002)
- La omicidi – serie TV (2004)
- Una famiglia in giallo – serie TV (2005)
- Stile libero Max – serie TV (2007)
- 7 vite – serie TV, 21 episodi (2007)
- Il commissario Manara – serie TV, 24 episodi (2009–2011)
- Agata e Ulisse, regia di Maurizio Nichetti – film TV (2011)
- I liceali – serie TV, 8 episodi (2011)
- Camera Café – stagione 5
- Tutti insieme all'improvviso – serie TV (2016)
- Home Restaurant – episodio 1x10 (2022)

## Teatro
- Mi sangue, regia di Furio Andreotti (1998)
- L'iradiddio, regia di Furio Andreotti (2000)
- Disco pigs, regia di Nuccio Siano (2000)
- Yard gal, regia di Furio Andreotti (2001)
- L'iradiddio, regia di Furio Andreotti (2003)

## Programmi televisivi
- Bulli e pupe (1992)
- Non è la Rai (1992-1994)
- Capodanno con Canale 5 (1992-1993)
- Rock'n'Roll (1993)
- Macao (1997-1998)
- Mai dire domenica (2002-2004)
- Mai dire Grande Fratello (2003-2004)
- Rumore bianco (2003)
- Assolo (2004)
- Nessundorma (2004)
- Due sul divano (2004-2005)
- Mai Dire Lunedì (2005)
- Quelli che il calcio (2005-2009, 2014-2016)
- Music Farm (2006)
- Dopofestival (2008)
- Stati generali (2019)
- Benedetta primavera (2023)
- Prova prova sa sa (2023)
- LOL - Chi ride è fuori (2024)

## Doppiaggio
- L'era glaciale - Le avventure di Buck, regia di John C. Donkin (The Ice Age Adventures of Buck Wild) (2022)